# Zumbo (Mozambique)
Zumbo est une ville du Mozambique, située à la frontière avec la Zambie et le Zimbabwe.

## Géographie
Zumbo est la ville la plus occidentale du Mozambique, sur le Zambèze, plus précisément sur la rive nord-est de la confluence entre le Zambèze et la Luangwa. Elle est située dans le district homonyme et la province de Tete. C'est une ville frontière située à proximité du tripoint Mozambique-Zambie-Zimbabwe (15° 37′ 05″ S, 30° 25′ 15″ E) ; elle fait face à la ville de Luangwa, en Zambie.
Elle bénéficie d'un climat semi-aride (BSh selon la classification de Köppen).
Sa population est de 33 000 habitants en 2005.

## Histoire
Zumbo a été une place de l'Empire du Monomotapa.
La ville est créée en tant que poste commercial (feitoria) en 1720 par les Portugais. Elle devient prospère, car c'est un point de passage entre le Zambèze et la Luangwa, par où transite l'ivoire jusqu'au lac Bangwelo. Elle domine la région et les marchands de Zumbo s'installent en face, dans la ville de Luangwa, appelée à l'époque Feira. À l'époque des Rhodésie du Nord et du Sud, Zumbo décline, l'occupation britannique ayant entraîné l'arrêt du commerce avec les territoires concernés.
Dans les années 1970, le barrage de Cahora Bassa est construit ; Zumbo se situe à l'extrémité orientale du lac de retenue.
La situation stratégique de la ville fait que pendant la guerre d'indépendance et la guerre civile, les activités de guérilla furent intenses dans et autour de la ville ; de nombreuses mines terrestres ont été posées. Zumbo a été abandonnée pendant un certain temps pendant la guerre civile et partiellement détruite, et la reconstruction se poursuit encore.

## Économie
Les activités économiques comprennent la pêche, dans le fleuve et dans le lac, et les activités d'échanges commerciaux avec les pays voisins, accompagnées de l'inévitable contrebande afférente. Il existe de petites mines de charbon à proximité. L'agriculture profite des terres fertiles des rives du Zambèze et des plaines inondables ; on trouve du riz, des haricots et du manioc.
Les liaisons routières avec le reste du Mozambique sont en piètre état, et le meilleur moyen de transport et d'approvisionnement est le bateau, qui rejoint Songo (en), à l'autre extrémité du lac du barrage, à environ 250 kilomètres à vol d'oiseau.